# بیکس (فیلم)
«بیکس» (انگلیسی: Bix) یک فیلم به کارگردانی پوپی آواتی است که در سال ۱۹۹۱ منتشر شد.